# Jonathan de Falco
Jonathan de Falco (nascido em 8 de outubro de 1984 em Bruxelas) é um antigo futebolista belga e actual artista pornográfico gay com o pseudónimo Stany Falcone.

## Carreira como futebolista
Jonathan de Falco jogou como jogador de futebol de 2004 a 2005 na classe B do Derde e de 2005 a 2007 na classe Tweede para Oud-Heverlee Leuven, de 2007 a 2009 na classe Tweede para KMSK Deinze. Desde o seu último jogo como jogador de futebol profissional, jogou em abril de 2009. Para a época 2009/2010, De Falco mudou sem substituição de KMSK Deinze para a equipa semi-profissional de KSV Sottegem. Durante a época 2010/2011, foi o último membro da equipa KRC Malines da quarta classe B na Bélgica como semi-profissional, mas não foi aí utilizado devido a uma lesão. Finalmente, terminou a sua carreira profissional após várias lesões aos 26 anos de idade. Ele pôs termo prematuramente ao seu contrato com a KRC Malines por acordo mútuo. Ele escondeu a sua homossexualidade dos seus colegas de equipa de futebol por receio de discriminação com base na sua orientação sexual, que só era conhecida por aqueles que lhe eram próximos.

## Carreira de Estrela Porno
Jonathan de Falco teve o seu primeiro namorado no início dos seus vinte anos e depois deu a conhecer a sua homossexualidade no seu ambiente privado mais próximo. Após o final da sua carreira, trabalhou cada vez mais como bailarino e stripper em vários clubes de Bruxelas e abriu o seu próprio salão de massagens. Enquanto trabalhava como dançarino, foi abordado por um produtor pornográfico em 2010.
Desde então, tem aparecido em filmes pornográficos gay sob o nome artístico "Stany Falcone".
Jonathan de Falco obteve pela primeira vez um contrato de exclusividade com a marca francesa CRUNCHBOY.fr. Para este rótulo, De Falco filmou entretanto mais de vinte filmes pornográficos. De Falco tem participado em cenas de sexo oral activo e passivo. Nas cenas de sexo anal, desempenhou regularmente o papel "activo". Ele também foi usado uma vez como "bottom", ou seja, no papel passivo, num dueto com o actor porno Jean Franko. Os filmes foram abertos pela primeira vez no portal online da editora; cenas individuais com De Falco são agora também lançadas em DVD. CRUNCHBOY.fr comercializou-o intensivamente como uma nova estrela cadente, nomeadamente no site do rótulo. Além disso, a editora Citébeur lançou um DVD exclusivo com cenas com de Falco sob o título Stany Falcone: Paris Sex Tour, no qual é apresentado como modelo de capa ao lado de Jean Franko.
De Falco também fez uma digressão pelas etiquetas pornográficas "UK Naked Men" e "Hard Brit Lads". Nos seus portais online, de Falco tem sido apresentado em vários conjuntos fotográficos e filmes eróticos (solos, duetos, trios). No Reino Unido, os homens nus foram anunciados como a "bomba belga". Entretanto, de Falco está em digressão por produções internacionais em França, na Grã-Bretanha e nos Estados Unidos .
Nos HustlaBall Awards 2011 em Berlim, em outubro de 2011, de Falco recebeu o prémio de Melhor Actor Pornográfico na categoria "Melhor Recém-Chegado (UE)" pelos seus filmes pornográficos no selo CRUNCHBOY.fr.
Vive em Bruxelas com o seu parceiro, com quem vive desde maio de 2011.